# Szabad Korea Párt
Szabad Korea Párt (hangul: 자유한국당, Csaju Hanguktang, handzsa: 自由韓國黨, RR: Jayu Hangukdang) egy vezető konzervatív párt a dél-koreai politikában. 2017 februárjában vette fel jelenlegi nevét, előtte Szenuri Párt néven volt ismert. A pártot 2020. február 17-én feloszlatták. 